# NGC 516
NGC 516 es una galaxia espiral barrada de la constelación de Piscis. 
Fue descubierta el 25 de septiembre de 1862 por el astrónomo Heinrich Louis d'Arrest.